# Locomotiefje
Het locomotiefje (Chorthippus apricarius) is een rechtvleugelig insect uit de familie van de veldsprinkhanen (Acrididae) en de onderfamilie Gomphocerinae. De soort wordt ook wel tot het geslacht Glyptobothrus gerekend.

## Kenmerken
De kleur is overwegend bruin, het halsschild heeft twee duidelijk lichtgekleurde en sterk naar binnen geknikte zijkielen. De vleugels reiken bij het mannetje tot ongeveer de achterlijfspunt, bij het vrouwtje zijn ze duidelijk korter. De vleugels hebben een chorthippuslobje. Mannetjes bereiken een lengte van 13 tot 15 millimeter, de vrouwtjes zijn 17 tot 21 mm lang. De gehooropening is ovaal, zodat de soort alleen met de steppesprinkhaan is te verwarren, andere veldsprinkhanen hebben een envelopvormige opening.

## Verspreiding
Het locomotiefje komt voor in oostelijk en zuidelijk Europa, in België ontbreekt de soort. In Nederland is de sprinkhaan maar van drie geïsoleerde plaatsen bekend: het Nationaal Park Zuid-Kennemerland, de Vrakelberg in Limburg en rond Zwolle. De habitat bestaat uit vegetatieovergangen zoals wegbermen, perceelscheidingen en randen van akkers.

## Levenswijze
Het locomotiefje is als volwassen insect te zien van juni tot september en is vooral actief tussen negen uur in de ochtend en zeven uur in de avond. De zang bestaat uit korte tikjes met een ratelachtig gesis, dat qua volume en frequentie toeneemt en sterk aan een optrekkende locomotief doet denken. Het geluid is kenmerkend en is niet te verwarren met andere sprinkhanen.

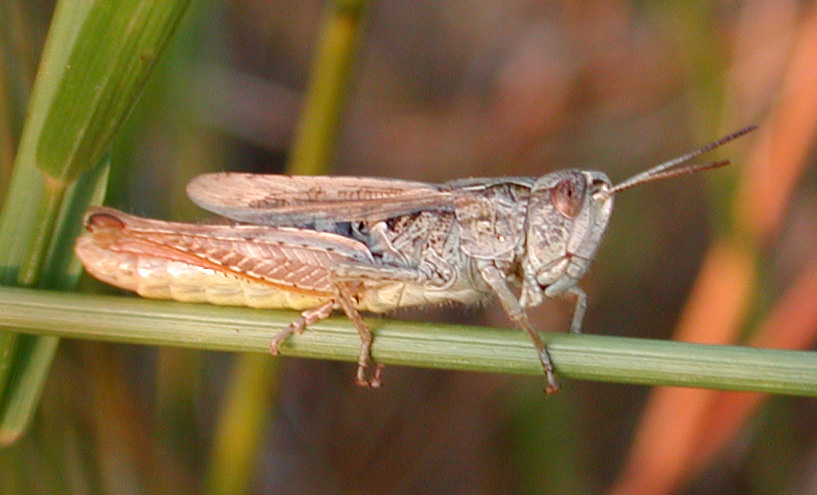
Vrouwtje
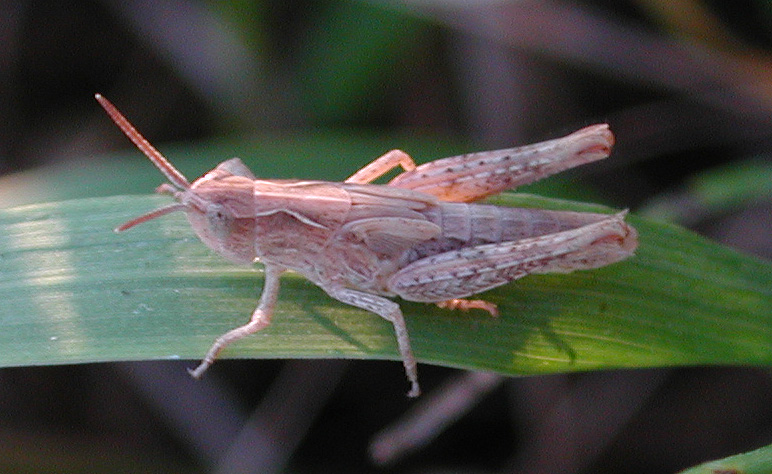
Mannetje (nimf)
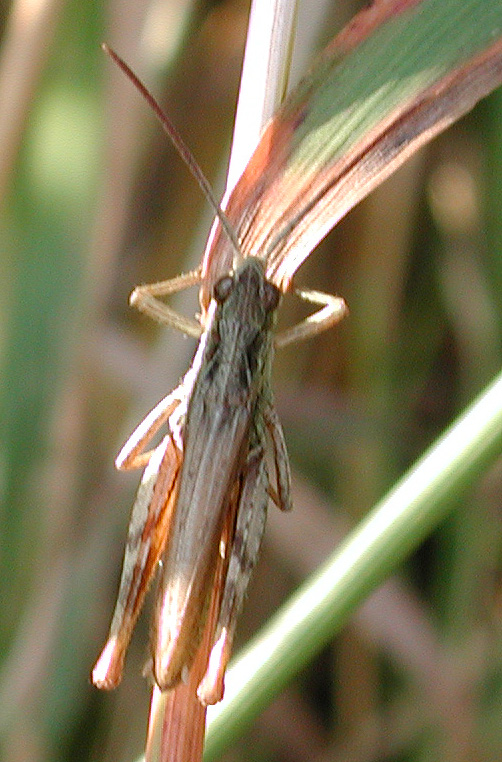
Mannetje
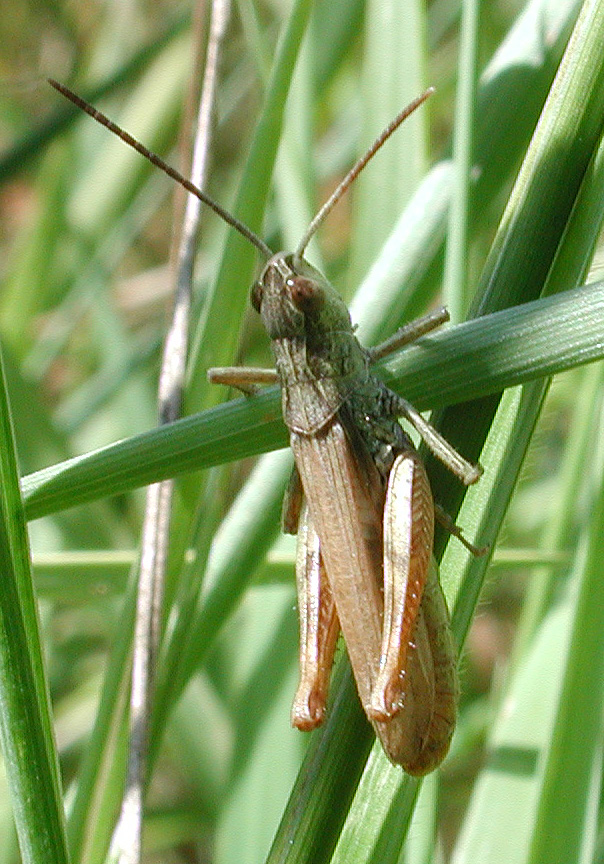
Mannetje